# 命運 (動畫)
《命運》 (英語：Destino）是一部由華特迪士尼動畫工作室於2003年製作的超現實主義動畫短篇電影。其製作從1945年開始，2003年完成，歷時58年。
故事原案由華特·迪士尼和西班牙畫家薩爾瓦多·達利提出，墨西哥作曲家阿曼多·多明格斯負責音樂，歌手多拉·盧茲演唱。这部作品於2003年被選入《動畫秀之秀》。

## 故事大綱
這部七分鐘的短片講述了柯羅諾斯與凡人女子達莉亞的不幸愛情故事，並刻畫後者在受達利畫作啟發的超現實風景中翩翩起舞。儘管動畫並沒有出現任何對話，但其配上了墨西哥作曲家阿曼多·多明格斯的音樂。成品中有着17秒源至1946年原版短片的片段，其也出現在贝蒂·蜜勒主演的《幻想曲2000》短片《小錫兵》。蜜勒將《命運》的原版短片稱為「以棒球隱喻生活的想法」。

## 製作
1945年末至1946年期間，迪士尼工作室藝術家約翰·亨奇和藝術家薩爾瓦多·達利（Salvador Dalí）用了八個月的時間製作《命運》的分鏡板，然而之後便腰斬了。當時的華特迪士尼公司在第二次世界大战期間面臨財政困境，亨奇為此編寫了一個約17秒的動畫短片測試，試圖重新引起迪士尼對該企劃的興趣，但由於經濟因素，該計畫被無限期擱置。
1999年，華特迪士尼的侄子洛伊·愛德華·迪士尼在製作《幻想曲2000》期間重新發現了這個擱置的項目，決定讓其重見天日。並邀請小型製作部門華特迪士尼巴黎工作室參與之，该工作室最终答应了他。製片人由貝克·布勞德沃斯負責由並法國動畫師多米尼克·蒙弗里執導，這是他首次擔任導演。隨後，共約25名動畫師組成的團隊開始解讀達利和亨奇當年的故事板，並在研究達利之妻加拉·艾略华特·达利所留下的日記，以及亨奇本人的親自指導下完成《命運》的製作。其短片的最終結果主要採用傳統動畫，包括亨奇的原始鏡頭，但也使用了部分電腦動畫。

## 發行
《命運》於2003年6月2日在法國安錫的安錫國際動畫影展首映，同年獲得奧斯卡最佳動畫短片獎提名。在2004年，它與動畫電影《佳麗村三姊妹》及《日曆女郎》一起在院線限量發行。
2005年，作為達利大型回顧展的一部分，《命運》於费城艺术博物馆連續放映，該展覽名為《達利文藝復興：1940 年後他的生活和藝術的新視角》。此外短片還作為2007年泰特現代藝術館的「達利與電影」展覽，以及2007年至2008年洛杉磯郡藝術博物館的達利展覽的一部分而進行放映。2008年，它參與了現代藝術博物館舉辦名為「達利：繪畫與電影」的展覽，並在佛罗里达州聖彼得堡的達利博物館進行展覽。
2009年，電影通過達利展覽「液體慾望」在澳洲墨爾本維多利亞國家美術館展出，並於2009年底至2010年4月在該美術館展出，還參與了代頓藝術學院的「達利與迪士尼：命運的藝術與動畫」展覽。
2012年，《命運》參展了在龐畢度中心和索菲娅王后国家艺术中心博物馆舉辦的「達利」展覽
。並在2019年參展波茨坦广场的達利展覽。2022年和2023年，《命運》在設計博物館舉辦的「慾望之物：超現實主義與設計 1924 – 今天」展覽中連續循環展出。

### 相關書目
- Barbagallo, Ron. . Animation Art Conservation. 2003  [2023-12-04]. （原始内容存档于2023-12-04）.
- Bossert, David. . Los Angeles: Disney Editions. 2015. ISBN 9781484707135. OCLC 902830950.
- Canemaker, John. . New York Times (September 7, 2003). September 7, 2003  [2023-12-04]. （原始内容存档于2023-12-04）.
- Conrad, Peter. . The Guardian (May 20, 2007) (London).   [2023-12-04]. （原始内容存档于2023-12-04）.
- Dali and Disney: A Date With Destino - via YouTube （页面存档备份，存于）

## 外部連結
- 互联网电影数据库（IMDb）上《Destino》的资料（英文）